# Йоханес Дайкер
Йоханес Дайкер (на немски: Johannes Deiker, * 27 май 1822 в Вецлар; † 23 май 1895 в Дюселдорф) е немски художник.
Бащата на Дайкер е учител в гимназия и художник. Братът на Йоханес – Карл Фридрих Дайкер – също е художник.
През 1868 Йоханес Дайкер се премества да живее в Дюселдорф. В творчеството му най-често се срещат елени, сърни, диви свине и други горски животни. Интересува се от горския живот и е голям негов наблюдател.
|  | Тази страница частично или изцяло представлява превод на страницата Johannes Deiker в Уикипедия на немски. Оригиналният текст, както и този превод, са защитени от Лиценза „Криейтив Комънс – Признание – Споделяне на споделеното“, а за съдържание, създадено преди юни 2009 година – от Лиценза за свободна документация на ГНУ. Прегледайте историята на редакциите на оригиналната страница, както и на преводната страница, за да видите списъка на съавторите. ВАЖНО: Този шаблон се отнася единствено до авторските права върху съдържанието на статията. Добавянето му не отменя изискването да се посочват конкретни източници на твърденията, които да бъдат благонадеждни. |